# Amblyomma inopinatum
Amblyomma inopinatum är en fästingart som beskrevs av Santos Dias 1989. Amblyomma inopinatum ingår i släktet Amblyomma och familjen hårda fästingar. Inga underarter finns listade i Catalogue of Life.